# Polifora
La polifora è un tipo di finestra.

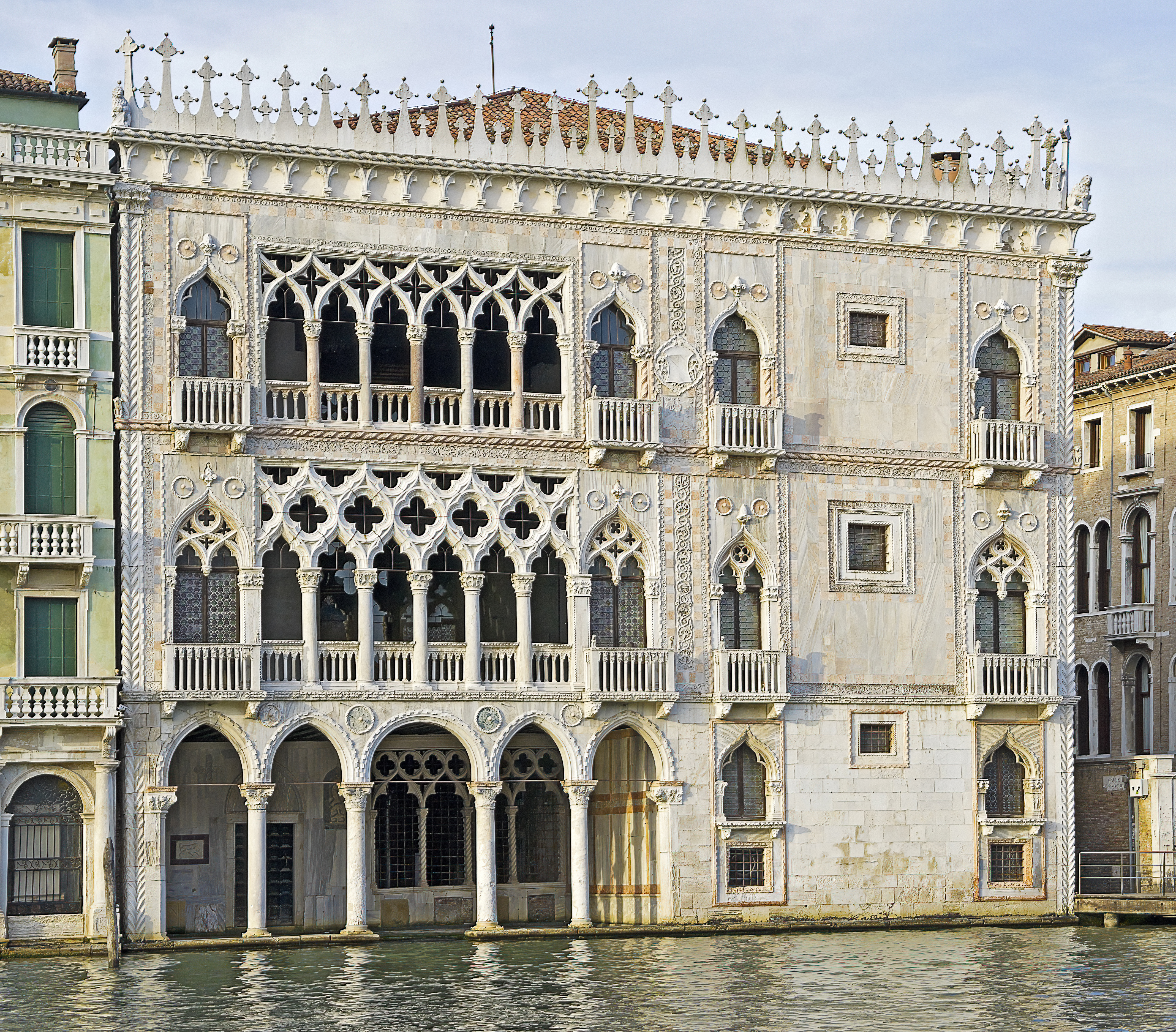
Polifore sulla Ca' d'Oro, Venezia

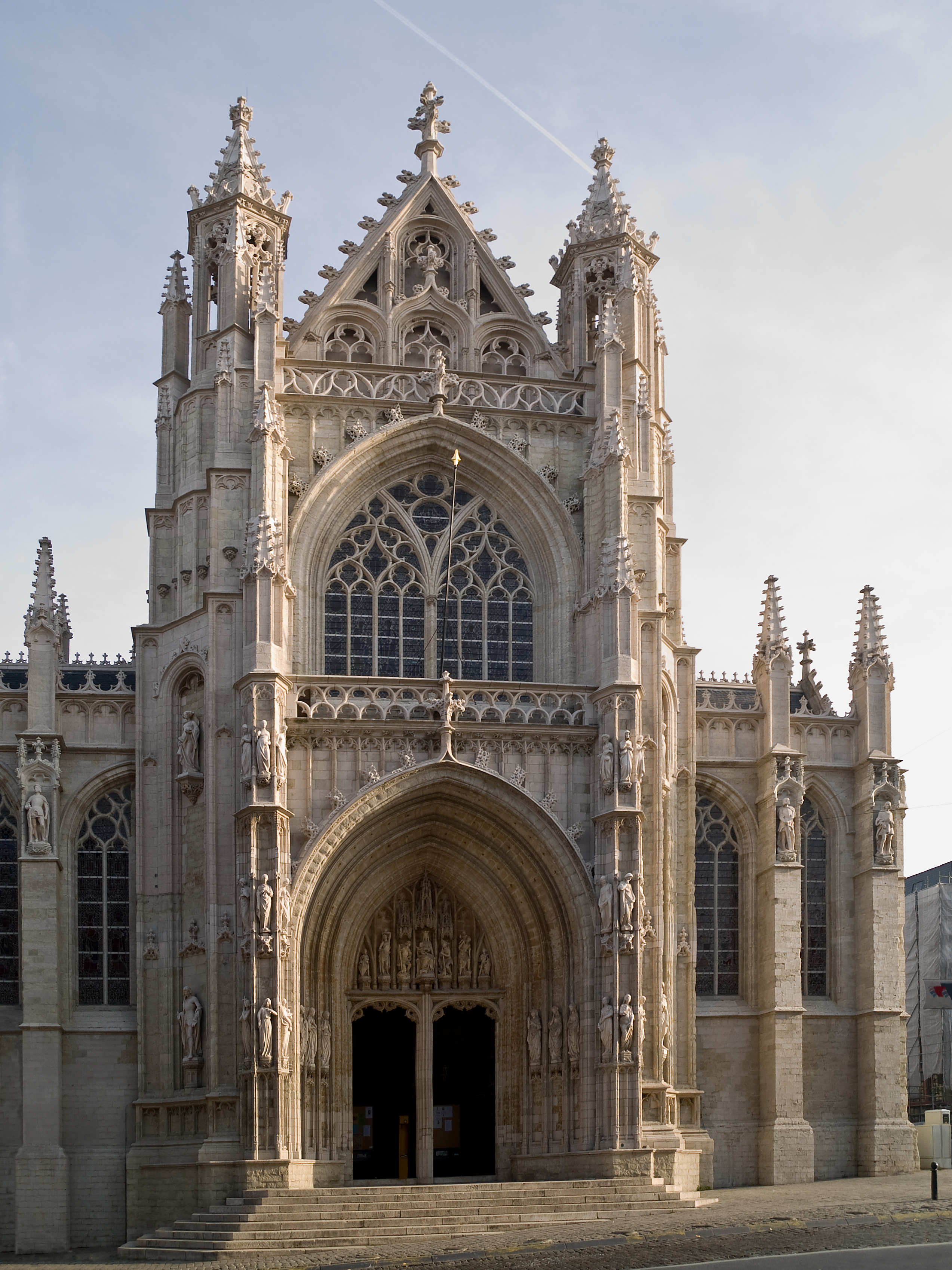
facciata della Chiesa di Notre-Dame du Sablon a Bruxelles

Si tratta di una finestra multipla, divisa da colonnine o da  pilastrini in un numero indefinito di aperture, almeno più di quattro. Su ciascuna si trova un archetto, che può essere a tutto sesto o, più spesso, acuto, e tra gli archi si trova spesso una decorazione, magari traforata.
Le polifore sono tipiche dell'Architettura gotica, e molto impiegate nelle grandi cattedrali del nord Europa e in particolare di Belgio-Fiandre e dei Paesi Bassi dove divennero una vera caratteristica di distinzione e personalizzazione dallo stile Gotico francese, concretizzato nel cosiddetto stile Gotico brabantino.
Venne molto utilizzata nei palazzi veneziani, dove si aprivano in corrispondenza del salone principale.
Esse possono assumere anche nomi specifici che ne indicano il numero delle aperture: pentafora (5 fori) ed esafora (6 fori) sono le più diffuse. Più rare le finestre con numero superiore di fori e, dunque, più rara una nomenclatura precisa (ritrovabile in pochi casi, come nelle ottafore di Ca' Foscari a Venezia).